# Octa (Ohio)
Octa – wieś w Stanach Zjednoczonych, w stanie Ohio, w hrabstwie Fayette.